# Margarornis
Margarornis là một chi chim trong họ Furnariidae.